# Kainan 1890
Kainan 1890 (japanischer Originaltitel: 海難１８９０, Kainan 1890, wörtlich: Seeunglück 1890; türkischer Titel: Ertuğrul 1890; englischer Titel: 125 Years Memory) ist ein japanisch-türkisches Filmdrama aus dem Jahr 2015 von Regisseur Mitsutoshi Tanaka. Der Film basiert auf zwei historischen Ereignissen, die die Freundschaft zwischen Japan und der Türkei gefestigt haben: Dem Untergang der türkischen Fregatte Ertuğrul vor der japanischen Küste 1890 sowie der Evakuierung von japanischen Staatsangehörigen aus dem Iran 1985. Der Historienfilm wurde mit dem Japan Academy Filmpreis in zehn Kategorien, darunter Beste Künstlerische Leitung, Beste Tonaufzeichnung, Herausragender Film und Herausragende Regie ausgezeichnet. Es handelt sich um eine Koproduktion zwischen Creators’ Union und Toei aus Japan sowie Böcek Yapım aus der Türkei.

## Handlung

### Ertuğrul-Episode
Es ist das Jahr 1890. In der Nacht des 16. September gerät die türkische Fregatte Ertuğrul, die sich auf ihrem Weg aus Yokohama nach Istanbul befindet, in einen Taifun und sinkt vor der Küste Kashinos, eines armen Fischerortes an der pazifischen Küste der Gemeinde Kushimoto in der Präfektur Wakayama. Mit mehr als 500 Toten handelt es sich um eines der bis dahin größten Seeunglücke in der Geschichte. Unter Einsatz ihres Lebens schafft es die Bevölkerung Kashinos, 69 türkische Seeleute zu retten. Motosada Tamura (Seiyo Uchino), ursprünglich ein Samurai, der sich als Arzt in Kashino niedergelassen hat, und seine Gehilfin Haru (Shioli Kutsuna) behandeln die Verletzten. Dabei baut Haru eine besondere Beziehung zum türkischen Offizier Mustafa (Kenan Ece) auf, dessen Leben sie gerettet hat. Obwohl sie so arm ist, dass sie kaum zu essen hat, teilt die Dorfbevölkerung das Wenige, das sie besitzt, mit den Fremden aus einem über 9.000 km entfernten Land und gewährt den Türken in ihrem kleinen, aus nur 60 Haushalten bestehenden Dorf Unterschlupf. Für ihre weitere Behandlung werden die türkischen Seeleute mit einem Schiff der deutschen Kaiserlichen Marine nach Kobe in ein Krankenhaus überführt.

### Teheran-Episode
Es ist das Jahr 1985. Der Iran-Irak Krieg ist im Gange. Während eines Bombenalarms in Teheran lernen sich Harumi (Shioli Kutsuna), Lehrerin an der Japanischen Schule Teheran, und der türkische Botschaftsmitarbeiter Murat (Kenan Ece) kennen. Die irakische Regierung kündigt einen Großangriff auf den Iran an. Nach Ablauf einer Frist von 48 Stunden sollen alle Flugzeuge über iranischem Luftraum, einschließlich Zivilmaschinen, ausnahmslos abgeschossen werden. Alle Länder beginnen mit der Evakuierung ihrer Staatsangehörigen. Nur Japan schickt keine Hilfe. Mehr als 300 japanische Staatsangehörige sitzen in Teheran fest. So hoffnungslos die Situation auch scheint, sucht Harumi nach einem Weg, die Kinder ihrer Schule zu retten. Aus Dankbarkeit für die Rettung der Ertuğrulbesatzung 1890 beschließt der türkische Ministerpräsident Turgut Özal (Deniz Oral), die verbleibenden japanischen Staatsangehörigen aus dem Iran herausfliegen zu lassen. Am Morgen des 19. März tritt eine Maschine der Turkish Airlines ihren Flug in Richtung Teheran an. Allerdings sind es nur noch wenige Stunden bis zum Ablauf des irakischen Ultimatums, und Teheran ist bereits unter starkem Raketenbeschuss. Zudem befinden sich noch immer türkische Staatsangehörige im Flughafen Teheran-Mehrabad. Sie müssen noch davon überzeugt werden, dass sie den Rettungsflug ihres eigenen Landes nicht besteigen können. Da stellt sich Murat vor seine Landsleute und appelliert an ihr Gewissen. Er erinnert sie an die Barmherzigkeit und Güte der japanischen Dorfbevölkerung, die vor langer Zeit Türken in Not gerettet hatte.

## Hintergrund
Initiiert wurde der Film von der Bevölkerung der Stadt Kushimoto, in der der erste Teil des Films handelt. Seit langer Zeit wollten sie die Geschichte ihrer engen Beziehung zur Türkei verfilmen und damit eine Botschaft von Freundschaft und Frieden an Menschen in der ganzen Welt übermitteln. Zu diesem Zweck trat Katsumasa Tashima, Bürgermeister Kushimotos, mit dem Filmregisseur Mitsutoshi Tanaka in Verbindung, und in der Präfekturhauptstadt Wakayama wurde die Non-Profit-Organisation Ertuğrul Saves the World gegründet. Nach mehr als zehnjähriger Arbeit wurde der Film 2015, zum 125. Jubiläum der japanisch-türkischen Freundschaft fertiggestellt.

## Veröffentlichung
Vor dem offiziellen Kinostart des Films erfolgten Sonderaufführungen am 20. Oktober 2015 in Wakayama Stadt und am 2. November 2015 in Fukuoka. Der Roman zum Film von der Schriftstellerin Mika Toyoda wurde am 6. November 2015 veröffentlicht. Weitere Voraufführungen folgten vom 23. bis 25. November 2015 in Kushimoto sowie am 28. November 2015 in Osaka. Nach der Weltpremiere am 1. Dezember 2015 in Tokio kam der Film am 5. Dezember 2015 in Japan in die Kinos und wurde landesweit in 309 Kinos aufgeführt. Im Marunouchi Toei Filmtheater in Tokio wurden die Zuschauer am Eröffnungstag auf der Bühne von Regisseur Mitsutoshi Tanaka und den Darstellern Seiyo Uchino, Kenan Ece, Shioli Kutsuna und Yui Natsukawa begrüßt. Einer Eröffnungsgala am 22. Dezember 2015 in Ankara bzw. am 24. Dezember 2015 in Istanbul folgte am 25. Dezember 2015 der Kinostart in der Türkei, wo der Film in 300 Kinos aufgeführt wurde. Das Titellied Ertuğrul Türküsü, gesungen von dem türkischen Volkssänger Kubat, wurde am 29. Dezember 2015 veröffentlicht. Im Film wird das Lied von Schauspieler Savaş Satış gesungen. Seit seiner Veröffentlichung wurde der Film weltweit in Kinos, unter anderem in Russland und auf verschiedenen Filmfestivals, unter anderem dem Toronto Japanese Film Festival, aufgeführt. Vereinzelt haben auch Aufführungen im deutschsprachigen Raum stattgefunden, so z. B. im Februar 2016 auf dem European Film Market der 66. Berlinale, am 2. September 2016 im Pathé Küchlin in Basel sowie am 16. Dezember 2016 im Filmforum NRW in Köln. Am 8. Juni 2016 erfolgte die Veröffentlichung auf Blu-ray und DVD durch Toei Video. Ab 2021 wurde der Film in verschiedenen Ländern auch online aufgeführt, unter anderem vom 20. bis 27. Juni 2021 in Deutschland, Österreich, der Schweiz und dem Vereinigten Königreich sowie am 20. März 2022 in Kanada und den USA. Online auf Abruf wird der Film u. a. auf der japanischen Seite von Amazon Prime Video angeboten.

## Auszeichnungen

### Japan Academy Filmpreis
Der Film wurde am 18. Januar 2016 in zehn Kategorien mit dem 39. Japan Academy Filmpreis ausgezeichnet:
- Herausragender Film
- Herausragende Regie (Mitsutoshi Tanaka)
- Herausragender Hauptdarsteller (Seiyo Uchino)
- Herausragendes Drehbuch (Eriko Komatsu)
- Herausragende Musik (Michiru Oshima)
- Herausragende Bildgestaltung (Tetsuo Nagata)
- Herausragende Tonaufzeichnung (Nobuhiko Matsukage)
- Herausragende Künstlerische Leitung (Hidefumi Hanatani)
- Herausragender Schnitt (Akimasa Kawashima)
- Herausragende Beleuchtung (Kiyoto Ando)

Bei der Preisverleihung am 4. März 2016 erhielt der Film die Auszeichnungen für die Beste Tonaufzeichnung (Nobuhiko Matsukage) und Beste Künstlerische Leitung (Hidefumi Hanatani).

### VFX-JAPAN Awards
Im Rahmen der VFX-JAPAN Awards 2017 wurde der Film am 26. Dezember 2016 als Herausragender Realfilm (Masaaki Kamada) ausgezeichnet.

## Besetzung

### Hauptrollen
- Seiyo Uchino: Motosada Tamura
- Kenan Ece: Mustafa/Murat
- Shioli Kutsuna: Haru/Harumi
- Alican Yücesoy: Bekir

### Weitere Rollen
- Yui Natsukawa: Yuki
- Toshiyuki Nagashima: Yutaka Nomura
- Naoto Takenaka: Kudo
- Takashi Sasano: Bürgermeister Sato
- Shunsuke Daitoh: Shintaro
- Ayako Kobayashi: Tome
- Yukiyoshi Ozawa: Gentaro Fujimoto
- Takayuki Takuma: Kimura
- Gota Watabe: Shinichi
- Yuu Tokui: Heiji
- Yukijiro Hotaru: Takeshita
- Rino Katase: Sato
- Mehmet Özgür: Âli Bey
- Uğur Polat: Osman Pascha
- Melis Babadağ: Hatice
- Ayumi Takano: Michi Kimura
- Deniz Oral: Turgut Özal
- Hakkı Haluk Cömert: Mahmut
- Cem Cücenoğlu: Naci
- Mert Aygün: Ali Efendi
- Tamer Levent: Süleyman Bey
- Can Akalın: Hüseyin
- Eray Ayaz: Can
- Yeliz Çelebi: Müge Sayar
- Alper Düzen: İhsan Pekel
- Yağız Elmastaşoğlu: Salih
- Nobue Iketani: Kiyo
- Ayhan Işık: Veysel Atasoy
- Minami Kajihara: Tae
- Noboru Kaneko: Yamamoto
- Naoki Kawano: Mankichi
- Shingo Koike: Naoki Agata
- Görkem Mertsöz: Mehmet Ali
- Minosuke: Takeo
- Hitomi Miwa: Katsu
- Halit Mızraklı: Selim
- Oğuz Öztekin: Hayri
- Erkan Pekbay: Sarkis
- Tomoko Saito: Nobu
- Toshie Takada: Miyamoto
- Yuusaku Tanaka: Yoshimoto
- Yuuki Tsujimoto: Yano
- Koichi Ueda: Fukushima
- Ruka Wakabayashi: Hiroyuki Kimura
- Serdar Yeğin: Orhan Suyolcu

## Stab
- Mitsutoshi Tanaka: Regie und Drehplan
- Eriko Komatsu: Drehbuch
- Michiru Oshima: Musik
- Tetsuo Nagata: Bildgestaltung
- Masahiro Aida: Kameraführung und Luftbild
- Akimasa Kawashima: Schnitt
- Nobuhiko Matsukage: Tonaufzeichnung
- Kenji Shibasaki: Tongestaltung
- Hidefumi Hanatani: Szenenbild
- Hiroshi Butsuda: Spezialeffekt
- Koichi Noguchi: Visueller Effekt
- Masaaki Kamada: Visueller Effekt
- Kiyoto Ando: Beleuchtung
- Sisyu: Titelkalligraphie
- Jotaro Saito: Kimonogestaltung
- Gamze Kuş: Kostümgestaltung
- Midori Yamashita: Maskenbild
- Makiko Kitagawa: Frisurengestaltung
- Julien Bachelier: Digitales Bild
- Takumi Hirano: Unterwasserbild
- Masakazu Akagi: Unterwasserkamera